# Pareuplexia nigrina
Pareuplexia nigrina är en fjärilsart som beskrevs av Max Wilhelm Karl Draudt 1950. Pareuplexia nigrina ingår i släktet Pareuplexia och familjen nattflyn. Inga underarter finns listade i Catalogue of Life.